# Kyjevská přehrada
Kyjevská přehrada (ukrajinsky Київське водосховище), také "Kyjevské moře" je přehradní nádrž na řece Dněpr, na území Kyjevské a Černihivské oblasti na Ukrajině a zasahuje až do Homelské oblasti v Bělorusku. Jižní konec přehradní nádrže s hrází a elektrárnou leží asi 20 km severně od Kyjeva, na severozápadním konci leží obec Černobyl. Nádrž má rozlohu 925 km². Je 110 km dlouhá a maximálně 12 km široká. Průměrná hloubka je 4,1 m. Má objem 3,7 km³.

## Vodní režim
Přehrada byla vybudována v letech 1960–1966 na řece Dněpru jako součást Dněperské kaskády. Vodní elektrárna u města Vyšhorod má výkon 440 MW. Úroveň hladiny kolísá v rozsahu 1,5 m.

## Využití
Reguluje sezónní kolísání průtoku. Především byla vybudována s cílem rozvinout vodní dopravu, energetiku, zásobování vodou a zavlažování. Je nebo spíše bylo zde rozvinuté rybářství (candáti, kapři, cejni, štiky). Na pobřeží se nacházejí rekreační objekty, pionýrské tábory a turistické chaty. To vše bylo v roce 1986 negativně ovlivněno havárií Černobylské jaderné elektrárny, která způsobila zamoření přehrady a okolí, zvláště v severní části.

## Rizika
Protože hlavní město Kyjev leží přímo pod přehradou, její případné protržení v důsledku přírodní katastrofy, války nebo teroristického útoku by způsobilo rozsáhlé škody. Dno přehrady je navíc zamořeno radionuklidy, které sem byly spláchnuty po černobylské havárii, takže pokud by přehrada byla vypuštěna a její dno vyschlo, mohl by vítr dál roznášet radioaktivní prach, což by představovalo hrozbu pro celou Evropu.

## Galerie

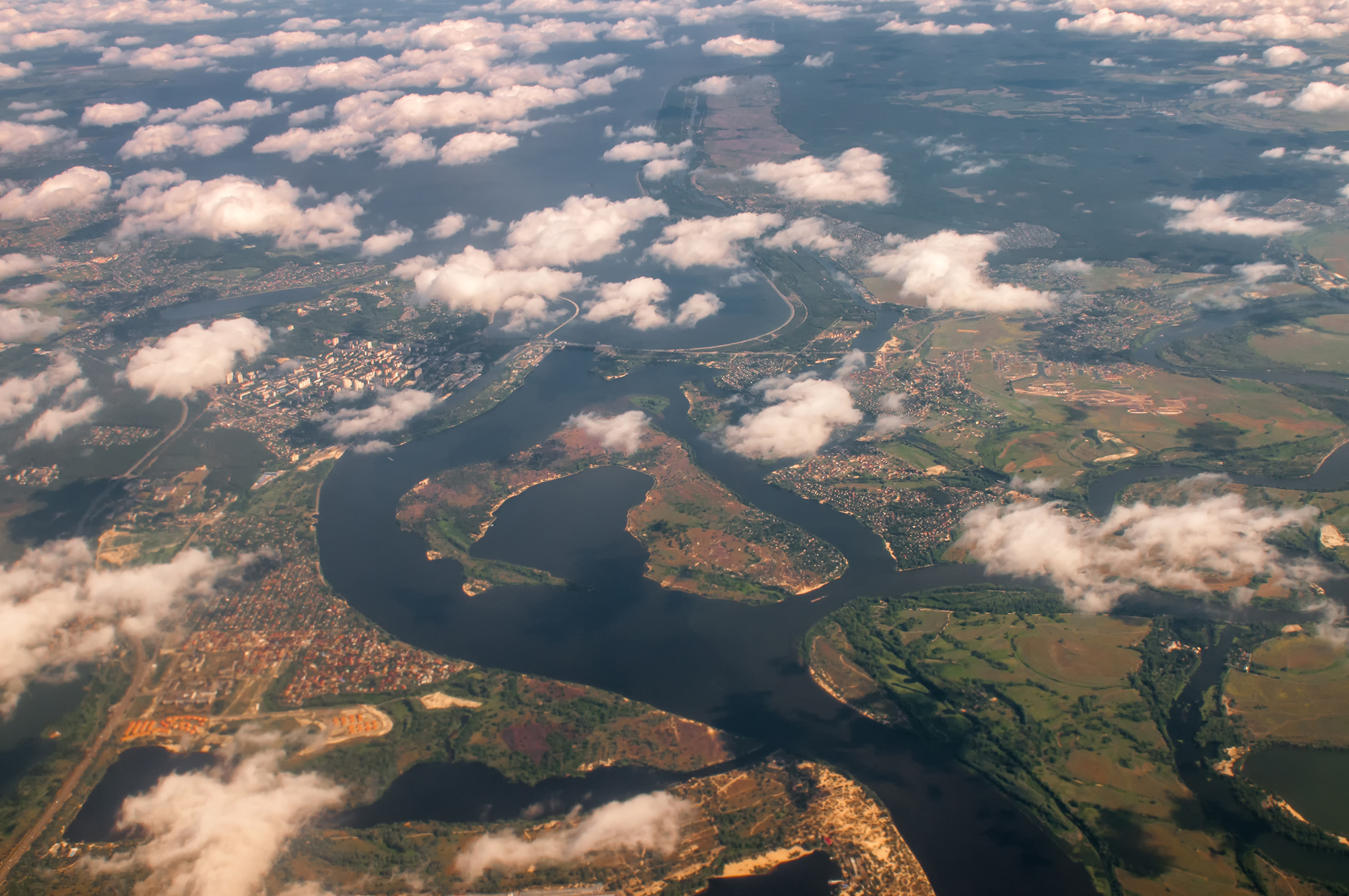
Letecký pohled na přehradu
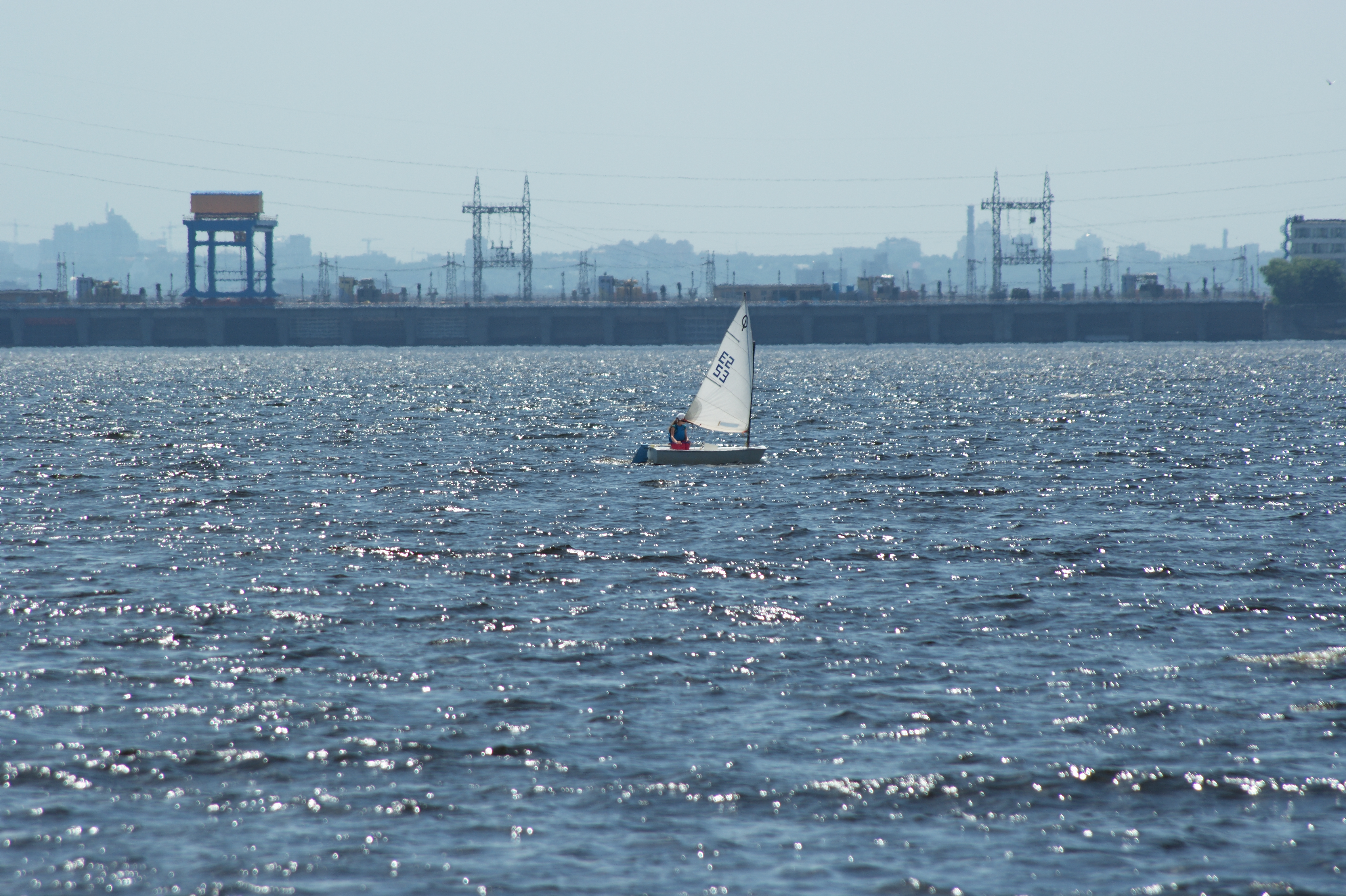
Plachetnice u přehradní hráze
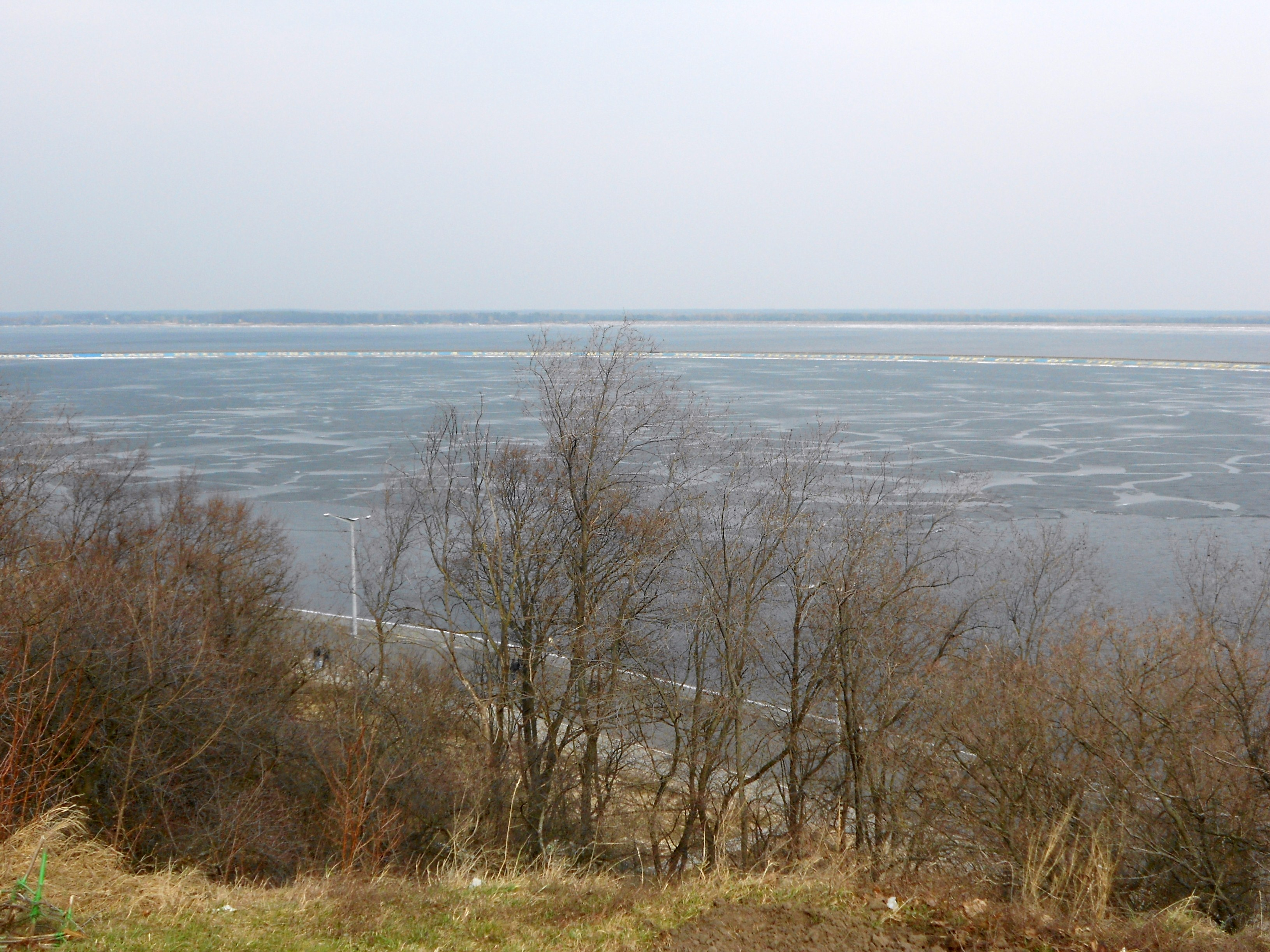
Přehrada v březnu 2012
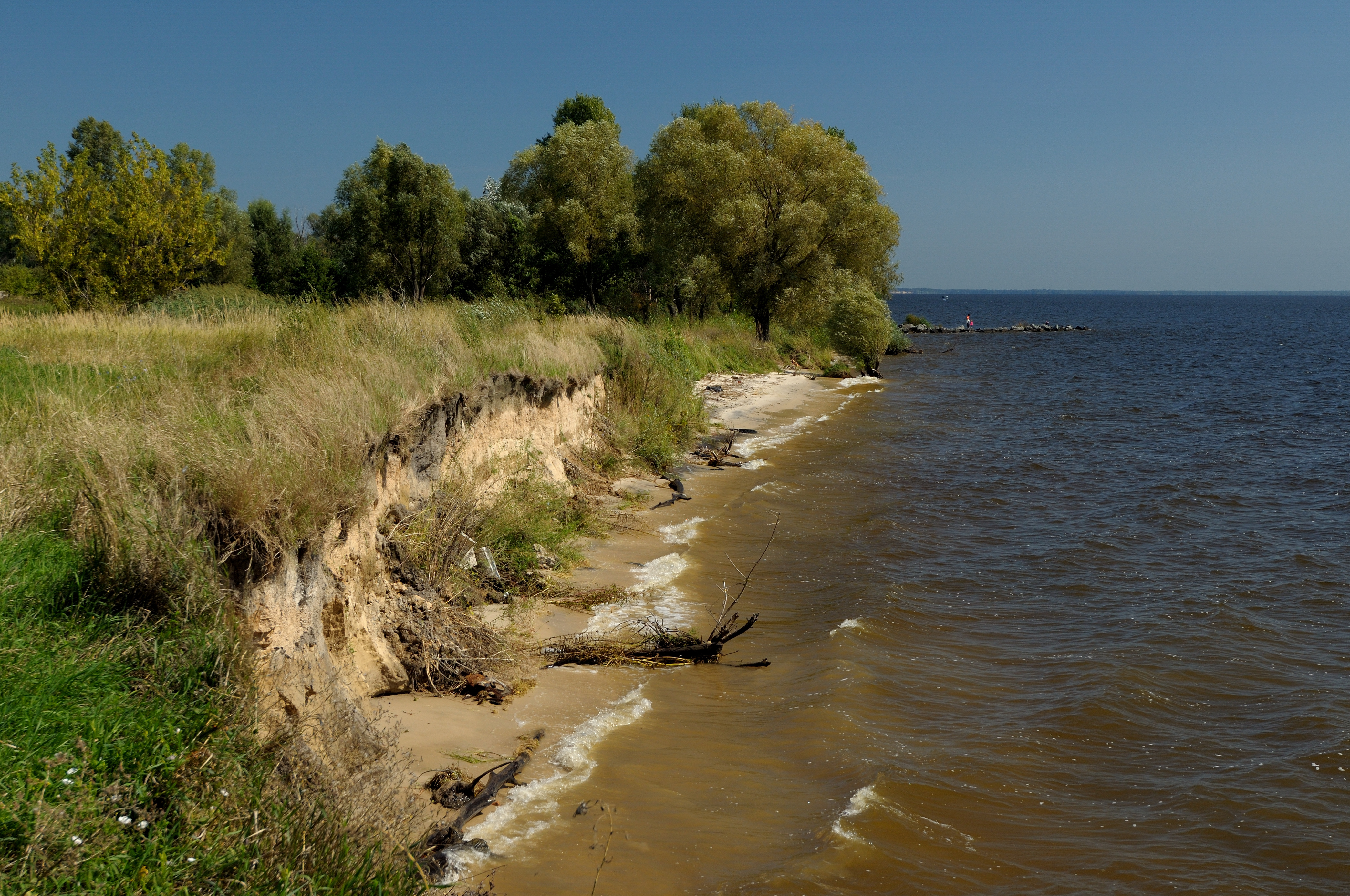
Pobřeží u vsi Yasnohorodka